# Leine-Deister-Zeitung
Die Leine-Deister-Zeitung ist eine Tageszeitung die vom Zeitungsverlag F. Wolff & Sohn herausgegeben wird. Sie erscheint im niedersächsischen Gronau von Montag bis Samstag mit einer Auflage von 4.800 Exemplaren.
Sie ist die meistgelesene Tageszeitung in ihrem Verbreitungsgebiet: der Stadt Gronau, dem Altkreis Gronau, der Samtgemeinde Leinebergland und der Stadt Elze.

## Geschichte
Gegründet wurde die Leine-Deister-Zeitung 1873 von dem Verleger Franz Wolff im Amt Gronau in der preußischen Provinz Hannover als offizielles Kreisblatt. Erscheinungsfrequenz war zunächst zweimal, ab 1892 dreimal (montags, mittwochs und sonnabends) wöchentlich. Während des Zweiten Weltkrieges, 1943, stellte der Verlag die Herausgabe ein, um sechs Jahre später, 1949, die Zeitung neu herauszugeben. Ab dem 1. April 1954 erschien die Zeitung viermal wöchentlich (montags, dienstags, donnerstags und sonnabends). Mit der Inbetriebnahme einer Rotationsmaschine und moderner Setzmaschinen erscheint die Zeitung seit März 1962 täglich außer sonntags. Bis in die 1970er Jahre hinein unterhielt der Verlag eine Vollredaktion.

## Verkauf an Ippen und Modernisierung
1977 verkaufte die damalige Verlegerin den Verlag samt den Rechten an der Zeitung an den Münchner Großverleger Dirk Ippen. Die Ippen-Gruppe modernisierte die technische Produktion, überarbeitete das Layout und konzentrierte die redaktionelle Ausrichtung der Zeitung auf Lokales und die Region. Überregionale Seiten wurden von der Münchner Zentralredaktion als Mantelseiten zugeliefert. So erreichte man eine Auflage von rund 5.000 Stück.

## Auflage
Die Leine-Deister-Zeitung hat wie die meisten deutschen Tageszeitungen in den vergangenen Jahren an Auflage eingebüßt. Die verkaufte Auflage ist in den vergangenen 10 Jahren um durchschnittlich 3,2 % pro Jahr gesunken. Im vergangenen Jahr hat sie um 3,5 % abgenommen. Sie beträgt gegenwärtig 3676 Exemplare. Der Anteil der Abonnements an der verkauften Auflage liegt bei 91,2 Prozent.
| 1998 | 1999 | 2000 | 2001 | 2002 | 2003 | 2004 | 2005 | 2006 | 2007 | 2008 | 2009 | 2010 | 2011 | 2012 | 2013 | 2014 | 2015 | 2016 | 2017 | 2018 | 2019 | 2020 | 2021 | 2022 | 2023 | 2024 |
| ---- | ---- | ---- | ---- | ---- | ---- | ---- | ---- | ---- | ---- | ---- | ---- | ---- | ---- | ---- | ---- | ---- | ---- | ---- | ---- | ---- | ---- | ---- | ---- | ---- | ---- | ---- |
| 5174 | 5150 | 5097 | 5160 | 5199 | 5155 | 5178 | 5356 | 5412 | 5416 | 5368 | 5312 | 5230 | 5170 | 5105 | 5079 | 5064 | 4983 | 4879 | 4682 | 4530 | 4359 | 4343 | 4246 | 4034 | 3810 | 3676 |